# Tetracera boomii
Tetracera boomii är en tvåhjärtbladig växtart som beskrevs av Aymard. Tetracera boomii ingår i släktet Tetracera och familjen Dilleniaceae. Inga underarter finns listade i Catalogue of Life.

## Bildgalleri

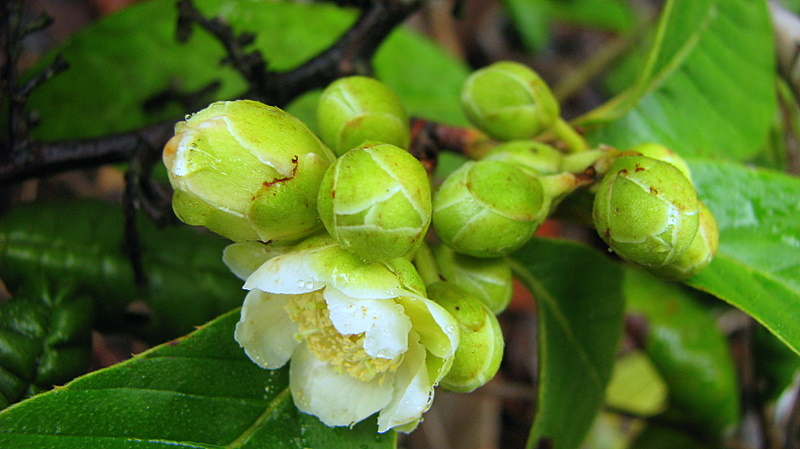